# Lago Skaneateles
Il lago Skaneatles è uno dei Finger Lakes, un gruppo di laghi di forma allungata, di origine glaciale, situati nello stato di New York, negli Stati Uniti. Il suo nome deriva da una parola irochese che significa lago lungo.
Quarto per estensione tra i Finger Lakes, lo Skaneatles è in questo gruppo uno dei laghi situati più a est. La sua acqua è la più pura tra quella dei Finger Lakes, tanto da essere usata per l'uso domestico senza essere filtrata dalla città di Syracuse e da altre città vicine, fin dalla fine del diciannovesimo secolo. Questo è dovuto al bassa rapporto tra l'area del suo bacino idrografico e la superficie la lago stesso, che diminuisce la possibilità che il lago sia colpito da sostanze inquinanti.
Nel bacino del lago vivono circa 2600 persone, mentre le città più vicine sono Skaneatles, Manada, Borodino e Spafford. Nei mesi estivi il lago è inoltre una meta turistica.
Nella primavera del 2007 vi è stata una moria di pesci, soprattutto spigole, causata da una malattia trasmetta da virus, non pericolosa per la salute umana, dapprima segnalata nei Grandi Laghi nel 2005. Lo Skaneatles è stato il secondo tra i Finger Lakes ad essere colpito da questa malattia, dopo il Conesus.